# سقط جنین در ایران
| قانونی در صورت درخواست                                  |                                                                                                |
|                                                         | بدون محدودیت                                                                                   |
|                                                         | محدودیت بارداری بعد از ۱۷ هفته اول                                                             |
|                                                         | محدودیت بارداری قبل ۱۷ هفته اول                                                                |
|                                                         | محدودیت‌های نامشخص                                                                              |
| از نظر قانونی محدود به موارد زیر است:                   |                                                                                                |
|                                                         | خطر برای زندگی مادر، برای سلامتی او *، تجاوز جنسی *، اختلال جنین *، یا عوامل اجتماعی و اقتصادی |
|                                                         | خطری برای زندگی مادر، برای سلامتی او *، تجاوز جنسی، یا اختلال در جنین                          |
|                                                         | خطر برای زندگی مادر، برای سلامت او *، یا آسیب جنین                                             |
|                                                         | خطر جانی برای مادر *، سلامت *، یا تجاوز جنسی                                                   |
|                                                         | خطری برای زندگی یا سلامتی مادر                                                                 |
|                                                         | خطری برای زندگی مادر                                                                           |
|                                                         | غیر قانونی بدون استثنا                                                                         |
|                                                         | بدون اطلاعات                                                                                   |
| * برای برخی از کشورها یا مناطق در آن دسته اعمال نمی شود |                                                                                                |

در کشور ایران سقط جنین ممنوع است، مگر در صورتی که ادامه بارداری مادر، به مرگ جنین یا مادر منجر شود یا مشکلات جدی برای خانواده ایجاد کند، که در این‌صورت با دستور مقام قضایی یا درخواست زوجین یا معرفی نامه پزشک معالج تا قبل از چهارماهگی، (که به باور مسلمانان، زمان اضافه شدن روح به جسم است) قابل اجراست. برای تأیید این شرایط، ارائه حداقل دو مشاوره تخصصی در تشخیص الزامی است، بلکه در موارد خارج از فهرستِ اندیکاسیون‌های اعلام شده توسط سازمان پزشکی قانونی، ارائه حداقل سه مشاوره تخصصی مبنی بر ناهنجاریِ منجر به مرگِ جنین یا خطر مرگ مادر ضروری می‌گردد.
برای مثال هر بیماری دریچه‌ای که به نارسایی قلبی با درجه اختلال عملکردی ۳ و ۴ منجر شده و قابل برگشت نباشد، کبد چرب حاملگی، نارسایی کلیه و فشار خون غیرقابل کنترل با داروهای مجاز در دوران حاملگی از جمله شرایط مادر است که می‌تواند مجوز سقط دریافت کند. از اختلالات جنینی که مشمول اجازه سقط می‌شوند نیز می‌توان آلفا تالاسمی، تریزومی ۱۳ و ۱۸، آنانسفالی (عدم تشکیل بخشی از جمجمه) را نام برد.

## پژوهش‌های انجام شده
«سقط جنین دختران زیر ۲۴ سال در شرق تهران» عنوان پژوهشی توصیفی- تحلیلی است که از مصاحبه با دخترانی که خواسته و ناخواسته روابط نامشروع داشته، دچار بارداری شده و به سقط جنین روی آورده‌اند و براساس همین پژوهش بود که مشخص شد بیشترین آمار سقط مربوط به حاملگی ناخواسته دختران ۱۶ تا ۱۸ساله است. بنا به گفتهٔ پژوهشگر این پژوهش: «دختری که در خانواده پرجمعیت بزرگ شده به دلیل عدم توجه پدر به محض ابراز تمایل از سوی پسر یا حتی مردان، جذبشان می‌شد و در نهایت بارداری ناخواسته و سقط اتفاق می‌افتاد.» وی همچنین اظهار می‌دارد که: «دخترانی که در کارخانه‌ها یا فروشگاه‌ها کار می‌کردند و برای از دست ندادن شغلشان به خواسته‌های نامشروع مردان تن می‌دادند. آن‌ها بدون آگاهی استفاده از وسایل پیشگیری، دچار بارداری و در نهایت با صرف هزینه‌های گزاف سقط جنین می‌شدند.»
وی در گفته‌های خود به این مسئله اشاره می‌کند که در مصاحبه‌ها به موارد بسیاری برخورده‌است که مردان از پرداخت هزینه انجام عمل سقط غیرقانونی سرباز زده‌اند، و دختران مجبور بوده‌اند برای تأمین هزینه سقط که در تهران هزینه‌ای یک تا چهار میلیون تومان (۱۳۹۳–۱۳۹۴) دارد را خود پرداخت کنند.

### عدم سقط جنین جنسیتی
سقط جنین به دلیل جنسیت جنین («ترجیح جنسی») پدیده‌ای است که درکل‌جهان به شدت رو به افزایش است، این پدیده در هند، چین، ویتنام، کشورهای جنوب و شرق آسیا، آسیای میانه و کشورهای اروپای شرقی نمود بسیار بیشتری داشته‌است، ولی کشور ایران جزو این دسته از کشورها نیست.
ترجیح پسر زمانی رخ می‌دهد که خانواده پسر را ارزشمندتر می‌داند، ترجیح جنسیتی مذکر و ارزشمندی پسر نسبت به دختر در گذشته مبنای اقتصادی داشته‌است.
«ترجیح جنسی» گرایش والدین است به یکی از دو جنس که معمولاً پسر انتخاب می‌شود، «تشخیص جنسی» روش‌هایی تکنولوژیک برای تعیین جنس جنین و «انتخاب جنسیت» هم به انتخاب والدین بین دو جنس گفته می‌شود که معمولاً پسر ترجیح داده می‌شود.

## آمار و روند
نرخ سقط جنین در ایران مورد مناقشه است و بسیاری از نظرسنجی ها در مورد این موضوع بر خلاف داده های سخت، اعداد تخمینی را نشان می‌دهند. این امر نه تنها به دلیل مشکل ذاتی دسترسی به همه جمعیت‌های ایران است که کشوری متنوع با گروه‌های فقیر و روستایی است، بلکه به دلیل حساسیت موضوع است. به ویژه در گروه های بسیار مذهبی، پرسش در مورد روند سقط جنین دشوار است، و دریافت مداوم پاسخ های صادقانه این پتانسیل را دارد که داده ها را به گونه ای تغییر دهد که نتایج واقعی را مبهم کند.
سقط جنین در ایران
نرخ سقط جنین در استان های ایران به طور قابل توجهی متفاوت است، اما برآوردها شامل ۰.۲۶ سقط مادام العمر به ازای هر زن ایرانی، تخمین زده شده ۷۳۰۰۰ در سال  سقط در هر ۱۰۰۰ زن و ۷.۵ سقط در هر ۱۰۰۰ زن متاهل،  و ۱۱۵۴۳ سقط در سال است. تهران، پایتخت کشور.  این آمار به اندازه سایر آمارهای کاملاً متفاوت از نظر علمی پذیرفته شده است، مانند ادعای یک مطالعه مبنی بر اینکه بیش از هزار سقط جنین ناایمن "هر روز در ایران اتفاق می افتد"  و دیگری که گزارش می دهد سالانه ۱۰۰،۰۰۰ زن جوان‌تر سقط جنین غیرقانونی یا القایی دارند.  بنابراین آمار دقیق سقط جنین در ایران ناشناخته است، اما روندهایی در این عمل وجود دارد که به طور گسترده گزارش و تأیید شده است.
در سراسر جهان، بین استفاده از داروهای ضد بارداری و میزان سقط رابطه منفی وجود دارد.  با تطبیق جهان با فناوری‌های جدید و در دسترس توسعه‌یافته برای تنظیم خانواده و سلامت باروری، ایران یکی از کشورهایی است که نرخ سقط جنین در مناطقی که میزان استفاده از وسایل پیشگیری از بارداری بالاتر است، کاهش یافته است، که این امر باعث پذیرش دولت می‌شود. و حمایت از برنامه های تنظیم خانواده و سلامت جنسی برای جوانان. علاوه بر این، مخالفت‌های شدید مذهبی علیه سقط جنین از نظر بسیاری، به‌ویژه در طبقات متوسط و بالاتر ایران، مشروعیت کمتری پیدا کرده است، زیرا پیشرفت‌هایی مانند آزمایش‌های ژنتیکی قبل از تولد، سقط جنین را به یک گزینه مناسب‌تر در مورد سقط جنین تبدیل می‌کند. بارداری سخت 

### همچنین ببینید
- قانون سقط جنین (به زبان انگلیسی)
- اسلام و سقط جنین
- حقوق زنان در ایران
- جنبش حقوق زنان در ایران